# 1004 км
 1004 км — железнодорожная будка в Безенчукском районе Самарской области в составе сельского поселения Преполовенка. Статус — населенный пункт, фактически урочище без населения.

## География
Находится в юго-западной частиобласти, в лесостепной зоне, в пределах надпойменных террас левобережья Волги, у железнодорожной линии Сызрань-Чапаевск на расстоянии примерно 28 километра по прямой на запад-северо-запад от районного центра поселка Безенчук.

### Климат
Климат характеризуется как умеренно континентальный засушливый, с жарким сухим летом и холодной малоснежной зимой. Среднегодовое количество осадков составляет 363 мм. Средняя температура января составляет −13,4 °С, июля — +21,4 °С.

## История
Населённый пункт железнодорожников, дом-будка появился при строительстве железной дороги.

## Население
Постоянное население не было учтено как в 2002 году, так и в 2010 году.

## Инфраструктура
Путевое хозяйство Куйбышевской железной дороги. Действует железнодорожная платформа 1004 км. Код 638319

## Транспорт
Автомобильный и железнодорожный транспорт.